# Tor Bella Monaca
Tor Bella Monaca è una frazione di Roma Capitale, situata in zona Z. XIII Torre Angela, nel territorio del Municipio Roma VI (ex Municipio Roma VIII).
Sorge sul lato nord della via Casilina, all'esterno del Grande Raccordo Anulare, su una zona ondulata, solcata dal "fosso (marrana) di Tor Bella Monaca".

## Storia
La zona prende il nome da una torre, citata per la prima volta in un documento del 1317 e di proprietà di un tal "Pietro Monaca"; da un altro membro della famiglia prende il nome di "torre di Paolo Monaco". Nel XVI secolo è in possesso della basilica di Santa Maria Maggiore e il nome si è mutato in "torre Pala monacha", mentre nel secolo successivo sono attestati "Torre Bella Monica" o "Torre Belle Monache". Da questa trasformazione trasse origine la leggenda di una sosta di santa Rita da Cascia, durante il suo viaggio a Roma per il giubileo del 1450.
Nel 1869 la tenuta passò in proprietà della famiglia Borghese e venne riunita con quella di Torrenova. Nel 1923 la tenuta venne ceduta al conte Romolo Vaselli, che inglobò l'antica torre in una villa privata.
La borgata sorse tra gli anni venti e trenta del XX secolo, in seguito all'immigrazione dalla provincia e dalle regioni meridionali d'Italia e per il trasferimento in zone periferiche degli abitanti del centro storico dopo i numerosi sventramenti. Inizialmente i poli di attrazione principale erano costituiti dalla fabbrica della Breda (particolarmente attiva durante la seconda guerra mondiale) e dalla stazione del dazio presso "Castello di Torrenova". Le grandi proprietà fondiarie esistenti furono frazionate e nacquero le prime case con orti in sostituzione delle baracche.
Nel 1934 l'insediamento venne ufficialmente riconosciuto. Con il piano regolatore del 1962 viene dichiarata "zona di espansione". In seguito viene redatto il piano particolareggiato (piano di zona "Tor Bella Monaca"), mentre alcune delle aree soggette a tutela ambientale hanno subito interventi di abusivismo edilizio in seguito regolarizzati nel 1978 dal comune con una apposita variante urbanistica (piano di zona 22). Lo sviluppo è stato attuato con piani di edilizia economica e popolare negli anni ottanta: in particolare le "torri" a quindici piani, individuate con le lettere M o R seguite da un numero. La mancanza di servizi e opere pubbliche collegati a queste realizzazioni edilizie ha determinato una situazione di degrado e di infiltrazioni della criminalità organizzata. Sono stati fatti interventi di risanamento e valorizzazione a partire dagli anni novanta ("Programma di recupero urbano di Tor Bella Monaca").

## Monumenti e luoghi d'interesse
Durante le opere di urbanizzazione furono rinvenuti resti di epoca romana (una villa di cui vennero scavati alcuni ambienti termali, che ebbe varie fasi di vita tra il IV secolo a.C. e il III secolo; resti di un porticato aperto su un piazzale pavimentato con basoli, pertinenti ad una fattoria romana e, infine, un tratto dell'antica via Gabina, presso via Agostino Mitelli e via Giovanni Castano).

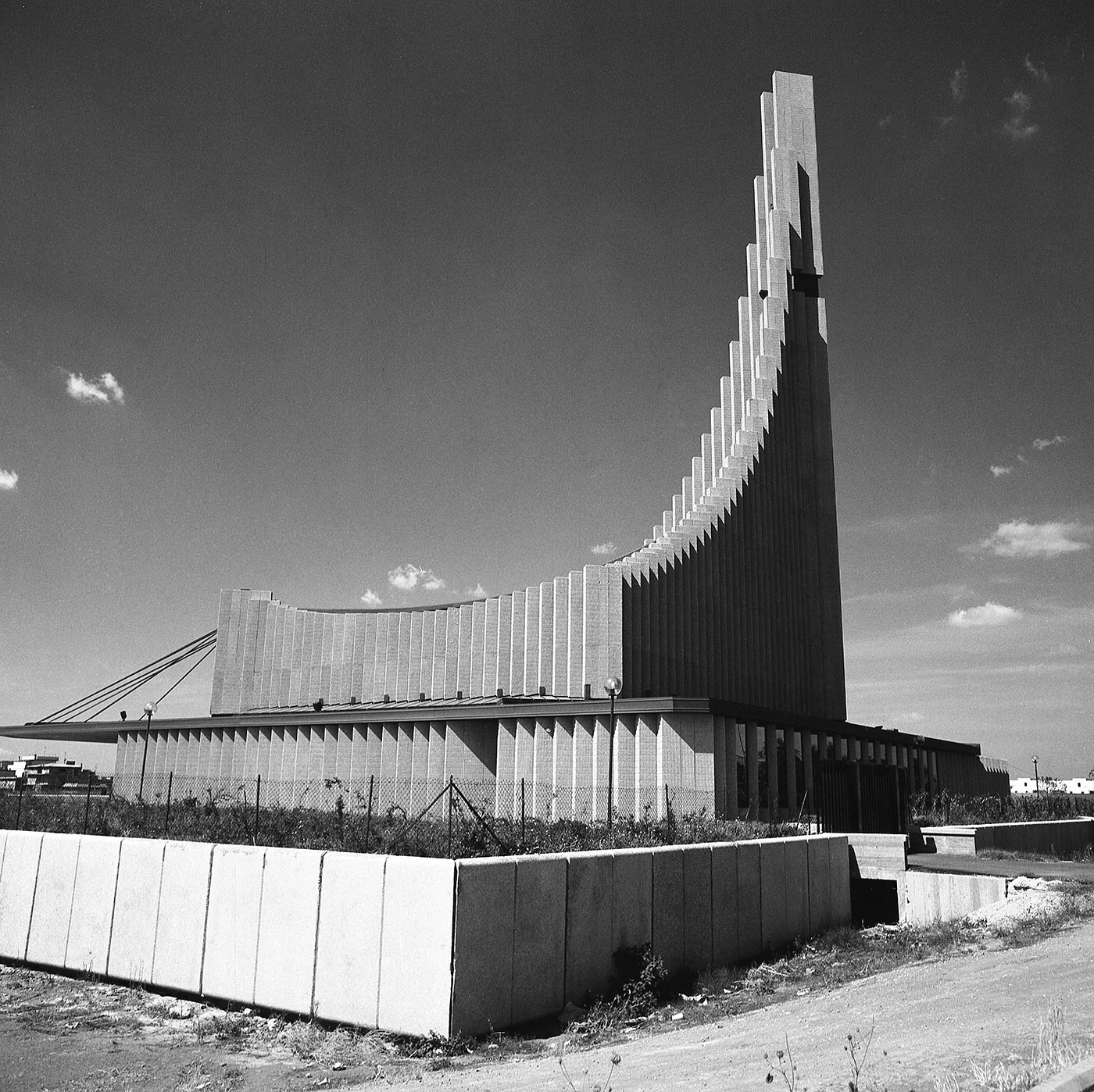
La chiesa di Santa Maria del Redentore a Tor Bella Monaca (1988)

Negli anni ottanta vi è stata costruita la chiesa di Santa Maria Madre del Redentore, dell'architetto Pierluigi Spadolini.
Il 9 dicembre 2005 vi è stato inaugurato il "Teatro Tor Bella Monaca", con la direzione artistica di Michele Placido, passato poi sotto la direzione dell'attore e regista italiano Alessandro Benvenuti.
Un nuovo sistema di viabilità collega Tor Bella Monaca alla frazione di Tor Vergata, sede della seconda università della capitale, costituendo, di fatto, un ulteriore elemento di sviluppo dell'area.

## Cultura
- Teatro Tor Bella Monaca, su via Bruno Cirino.
- Liceo Scientifico , Linguistico e Classico "Edoardo Amaldi"

## Geografia antropica

### Urbanistica

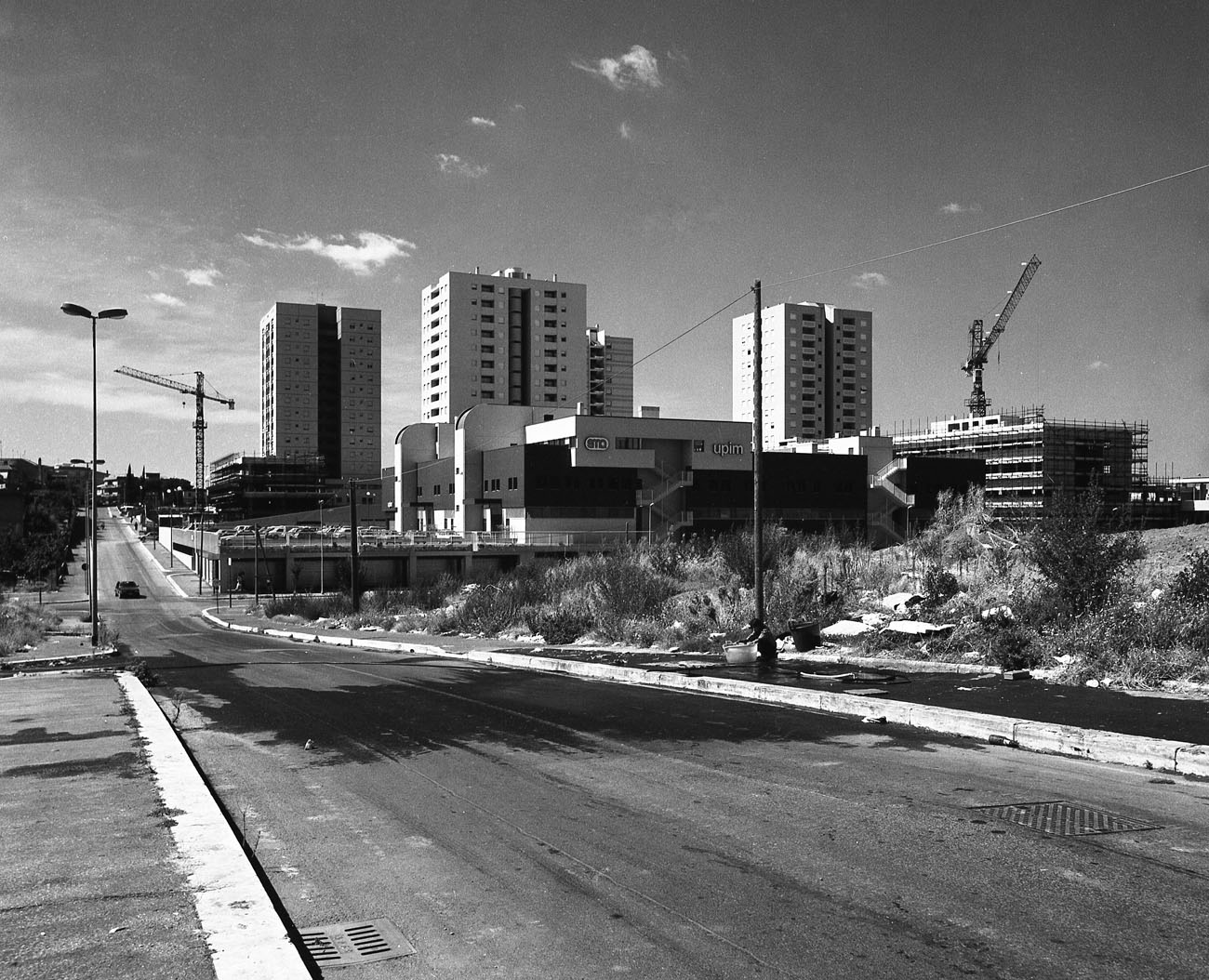
Tor Bella Monaca panorama 1988

Tor Bella Monaca rientra nel piano particolareggiato di Zona "O" 24 "Valle Fiorita - Capanna Murata". Il quartiere è diviso in tre aree collegate dalla lunga strada a quattro corsie, l'omonima via di Torbellamonaca, che dalla via Casilina porta al Raccordo anulare ed alla via Prenestina: la prima area a nord est è solcata dalla via dell'Archeologia e da via Amico Aspertini, costeggiate da "serpentoni" lunghi edifici di edilizia popolare contrassegnati dalle sigle R5 ed R6, e dalle 7 torri siglate M1. Altre quattro torri si trovano alla sinistra della via principale del quartiere e svettano sul Centro commerciale, sulla sede del VI Municipio e sul Liceo Amaldi.
Le altre due grandi aree, denominate dagli abitanti col nomignolo "Torbellamonaca vecchia", sono più a Sud Est. La prima è costituita da dieci torri e da serpentoni (R8-R11); l'altra area, detta Due Leoni, è la borgata sorta abusivamente, poi sanata, dagli anni 50.
La zona è raggiungibile dall'uscita 17 del Grande Raccordo Anulare, dalle vie Casilina e Prenestina, nonché dalla viabilità a due corsie dell'università Tor Vergata.

## Infrastrutture e trasporti
I mezzi di superficie sono la linea 20 Express, che collega il quartiere con i quartieri di Tor Vergata e di Cinecittà Est e che porta alla stazione Anagnina, capolinea della Metro A, e le linee interne 057, 058 e 059.

## Sport
La prima squadra di calcio a portare il nome del quartiere fu l'A.S.D. Torbellamonaca, fondata nel 1966 ed in attività fino al 2013. Il Torbellamonaca si spinse fino in Eccellenza, categoria che raggiunse per la prima volta nel 2001 vincendo il campionato di Promozione. Nel massimo campionato regionale il club arancionero disputò sei stagioni, di cui cinque consecutive, ed ottenne il suo miglior piazzamento nel 2003-2004, classificandosi quarto.  
In seguito vennero fondate l'Atletico Torbellamonaca (nel 2009), che vinse subito il campionato di Terza Categoria, e lo Sporting Torbellamonaca (nel 2011). Lo Sporting arrivò fino in Prima Categoria, dove giunse nel 2015; dopo quattro anni di fila nella terza serie regionale, purtroppo il titolo sportivo della squadra venne venduto.  
Nel giugno del 2016 l'Atletico Torbellamonaca ha rilevato il titolo sportivo del Torrenova, divenendo così Atletico Torrenova 1986 ed approdando nel campionato di Promozione, dove milita tuttora.
Nell'estate del 2023 si rivede una squadra che porta il nome del quartiere: la Fidelis Roma, militante in Seconda Categoria, cambia denominazione diventando il Torbellamonaca Fidelis.